# Bouchra Ghezielle
Bouchra Ghezielle, född den 19 maj 1979 i Khémisset, är en marockansk-fransk friidrottare (medeldistanslöpare).
Ghezielle började som en marockansk friidrottare och blev 1998 trea på 1 500 vid junior-VM 1998. 2005 bytte Ghezielle nationalitet till att bli fransk. Vid VM senare samma år blev Ghezielle trea vid VM i Helsingfors 2005.